# 量子三目並べ
量子三目並べ（りょうしさんもくならべ）は、Allan Goffらが三目並べをもとに2002年に考案した二人零和有限確定完全情報ゲームである。量子力学における重ね合わせ、量子もつれ等の量子力学の基本的な概念の理解を助けることを目的として考案された。（石関・松浦(2010, p.101)）

## ルール
盤は通常の三目並べと同様に3×3の9つのマスを使用する。マークは先手を○、後手を×として、順に○1、×2、○3、…、×8、○9とする。
1. 各手番でプレイヤーは、9つのマスのうちの2つに確定していないマーク（石関・松浦(2010)では量子マークと呼んでいるのでここではこれに倣う）を置く。マークした時点ではこのマークは確定せず、ゲームの進行によって後から確定することになる。量子マークは他の量子マークがすでに置かれているマスにも置くことができる。特例として、○9の手番ですでに他の8マスが確定している場合のみ、残りの1マスを即座に○に確定させる。
2. プレイヤーの新たな量子マークによって、同じ番号の2つずつ量子マークをそれぞれ結んだときに輪ができる状態になったとき（これを「"cyclic entanglement"が発生した」と言う。）、この輪を完成させた方ではない方のプレイヤーが、この輪に関わるマークの確定のしかたを選ぶ。なお、cyclic entanglementが発生したとき、この輪を形成するいずれかの番号の量子マークをどちらかのマスに確定させると、連鎖的にこの輪に関わる全てのマークが確定するため、有りうる確定の結果は2通りである。ここで、「この輪に関わるマーク」とは、直接に輪を形成しているマークのみでなく、ペアのうち一方が輪の上あり、もう一方が輪に関係ないマスにある量子マークのペアも含む（このようなペアの量子マークは、輪に関係ない方のマスに確定する。）。
3. 通常の三目並べと同様に、確定した自分のマークを一列に3つ並べたプレイヤーが勝利である。しかし、量子三目並べでは、cyclic entanglementを確定させた結果、先手と後手が同時にラインを完成させる場合がある。この場合は、ラインを形成する確定したマークの番号のそれぞれの最大値を比べて、これが小さい方が優位であるとされる。

## 関連資料
- Allan Goff, “Quantum tic-tac-toe: A teaching metaphor for superposition in quantum mechanics,” American Journal of Physics, Volume 74, Issue 11,  2006, pp.